# Vaughan Kester
Vaughan Kester, född 12 september 1869, död 4 juli 1911, var en amerikansk författare.
Vaughan Kesters mor var föreståndarinna för en flickskola och en fick en god uppfostran. Han arbetade som journalist och förlagsman i New York och skrev några noveller och romaner som fick erkännande av kritik och publik. Bland dessa märks The prodigal judge (1911, svensk översättning Urspårad, 1912), en sakkunnig och humoristisk skildring från livet i North Carolina och Tennesee på 1830-talet, och The just and the unjust (1912, svensk översättning 1913), en psykologiskt hållen mordhistoria. I novellsamlingen The hand of the mighty and other stories (1913) ingick en levnadsteckning över Vaughan Kester själv och hans bror Paul Kester.